# Twyfelfontein
El Twyfelfontein o Ui-aes se ubica en la región de Kunene, en Namibia. Fue declarado Patrimonio de la Humanidad por la Unesco en el año 2007.
Es conocido por sus restos arqueológicos que datan de hace más de 3000 años. Contiene más de 2000 figuras de arte rupestre.

## Arqueología
El nombre del sitio arqueológico es Twyfelfontein 534. Se subdivide en 15 sitios más pequeños como describió Scherz en 1975. Los objetos del sitio incluyen gran variedad de herramientas de piedra hechas en su mayoría de cuarcita. El tipo y forma de estas herramientas indican no sólo el uso de piedra, sino también la prevalencia de madera y el trabajo del cuero. Objetos como colgantes y abalorios a partir de fragmentos de cáscara de huevo de avestruz se han encontrado en varios lugares. Se hallaron fragmentos de carbón y huesos de uso cotidiano, así como fragmentos de cerámica sin decorar. 
Los hallazgos indican el origen chamánico de los grabados porque se hallaron restos de comida (huesos de pequeños antílopes y lagartos) en lugar de las grandes especies representadas.

## Galería

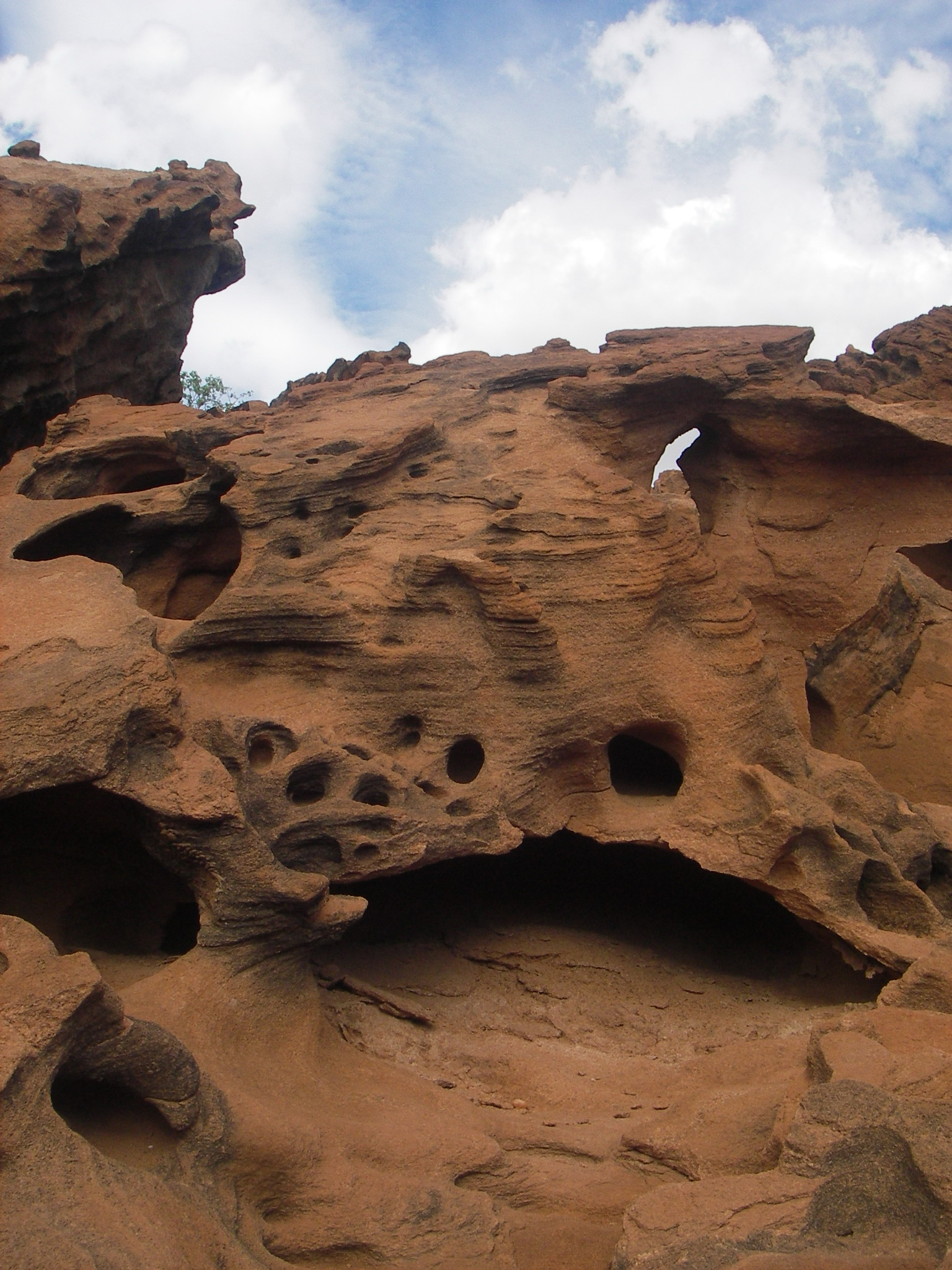
Rocas en Twyfelfontein.
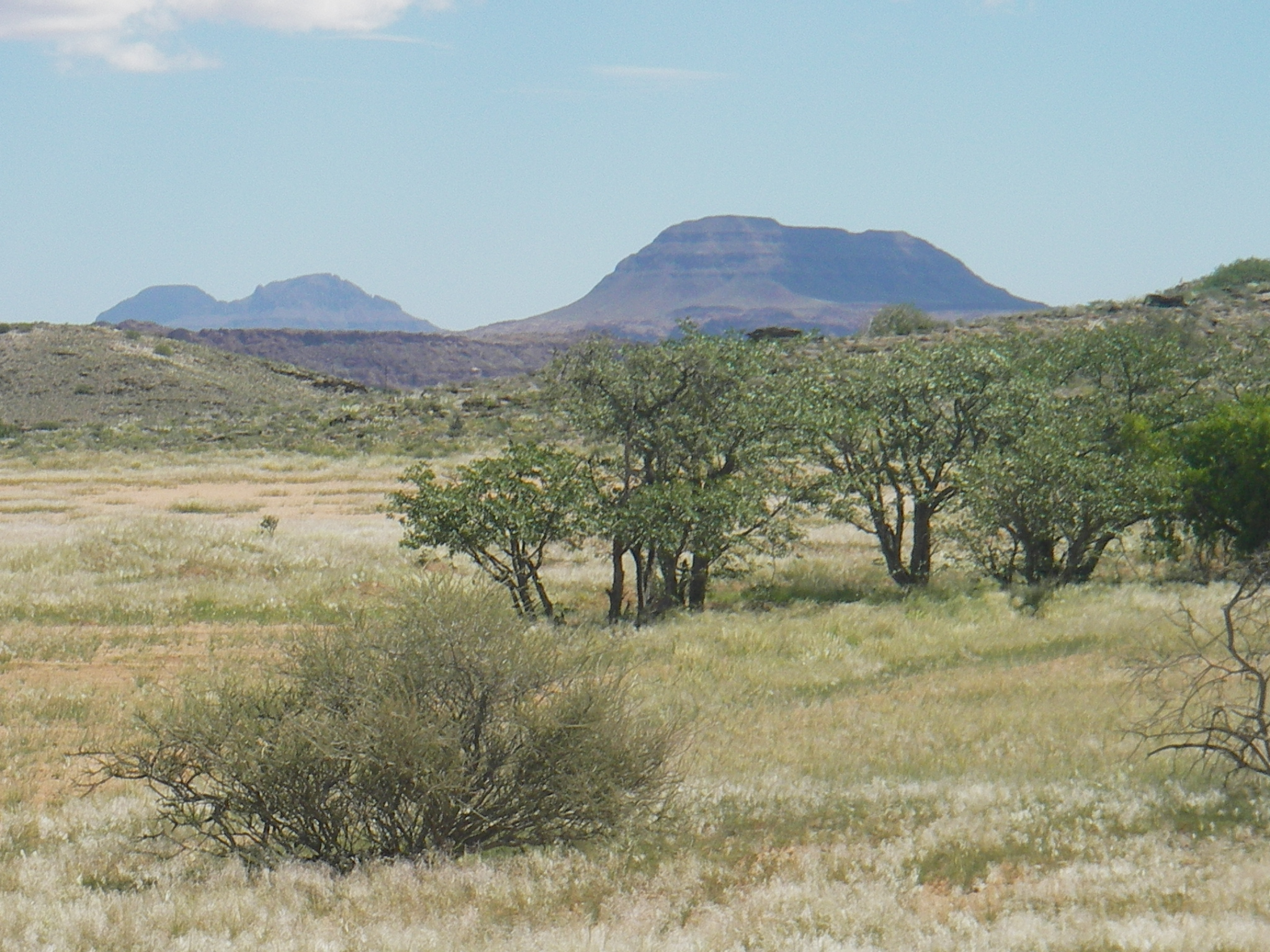
Paisaje en Twyfelfontein.
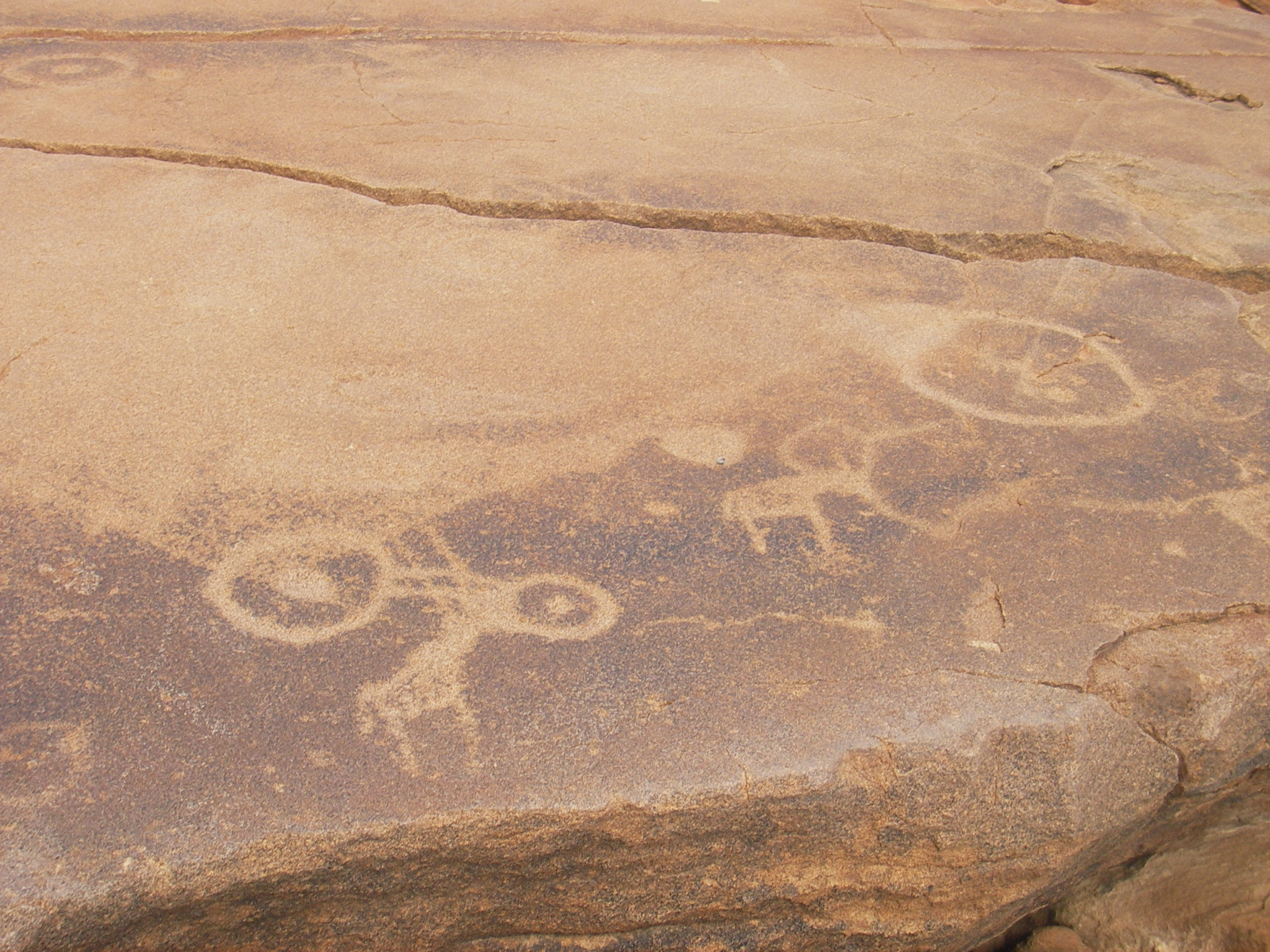
Más dibujos en las rocas de Twyfelfontein.
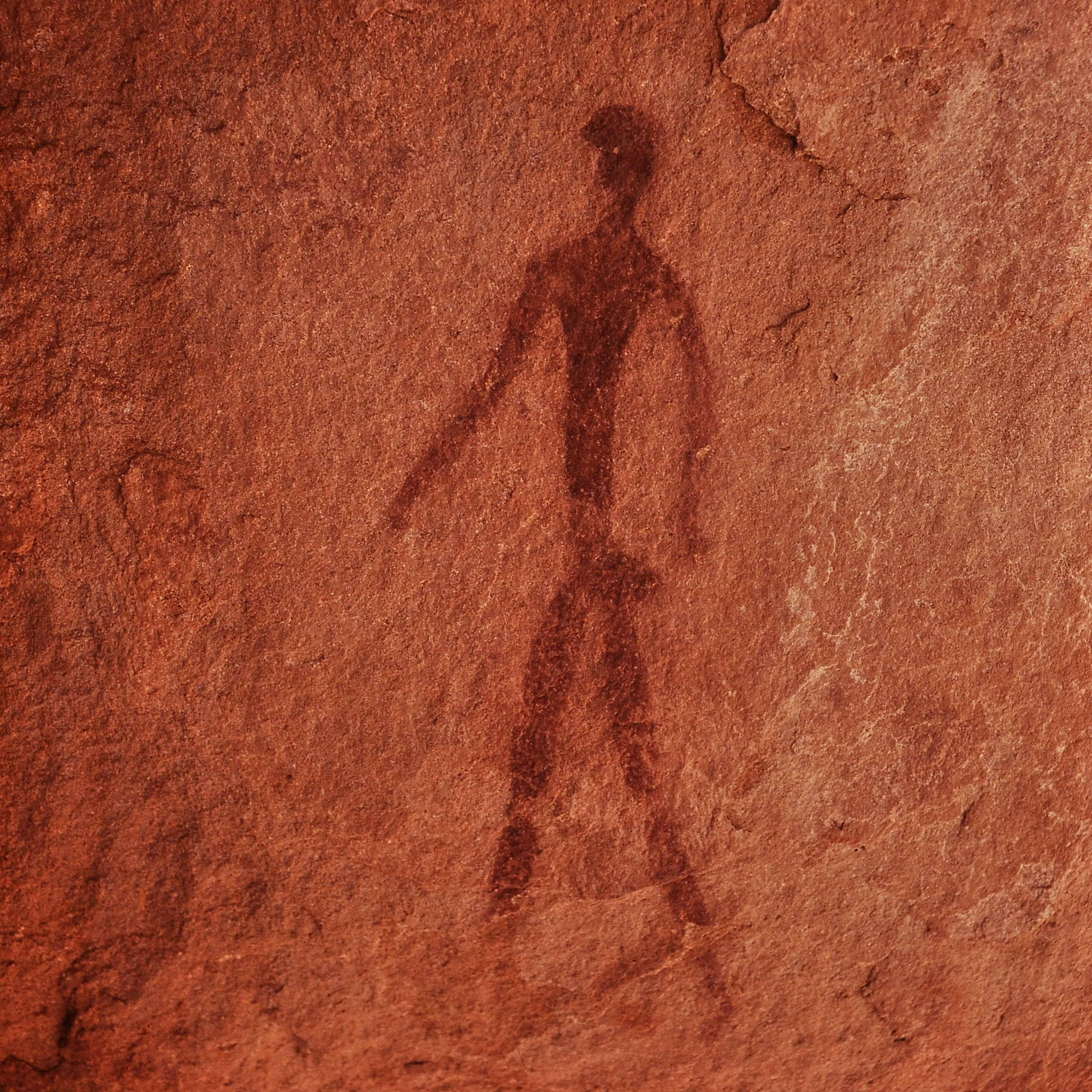
Pintura rupestre.
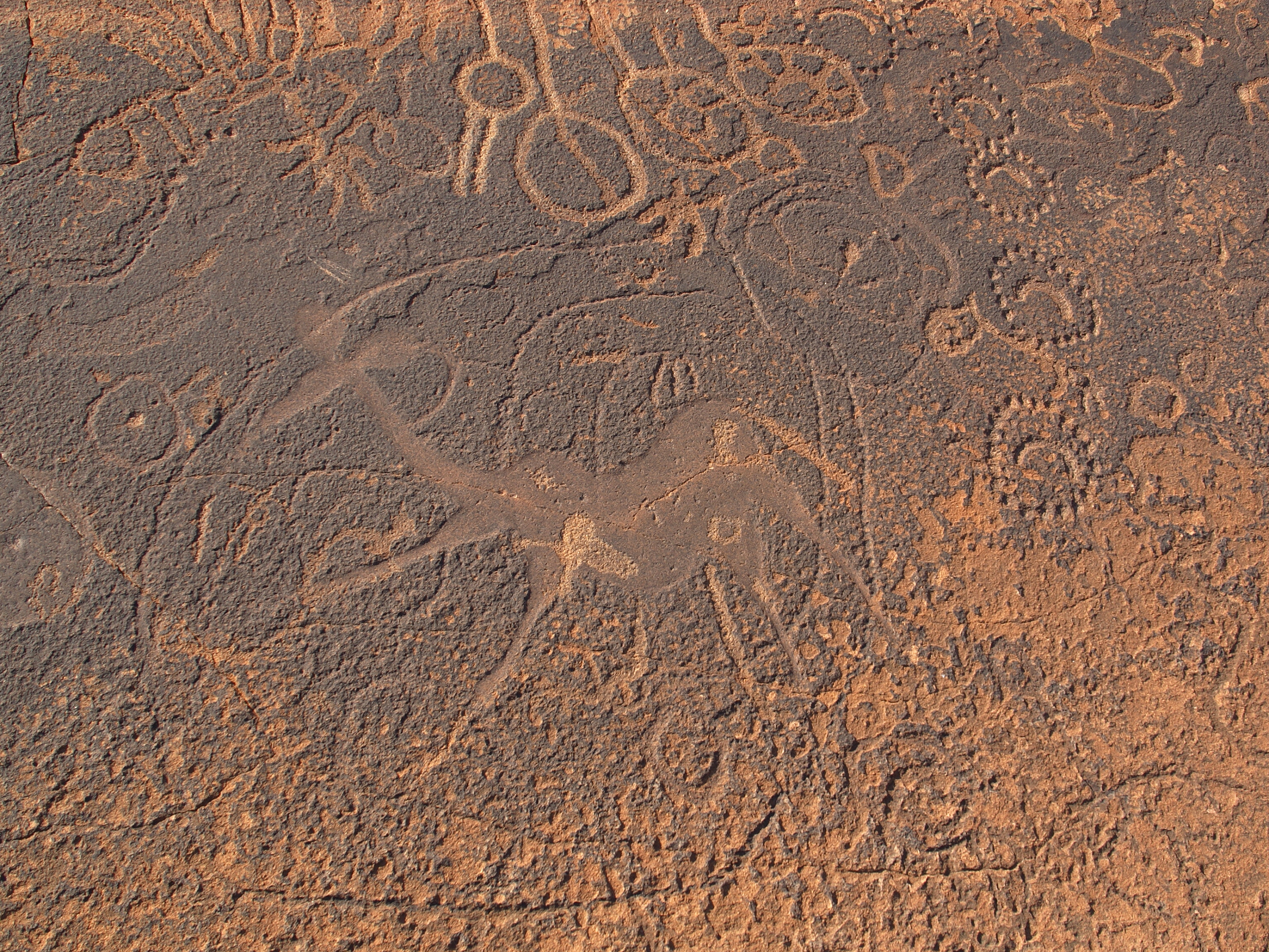
Grabado rupestre.
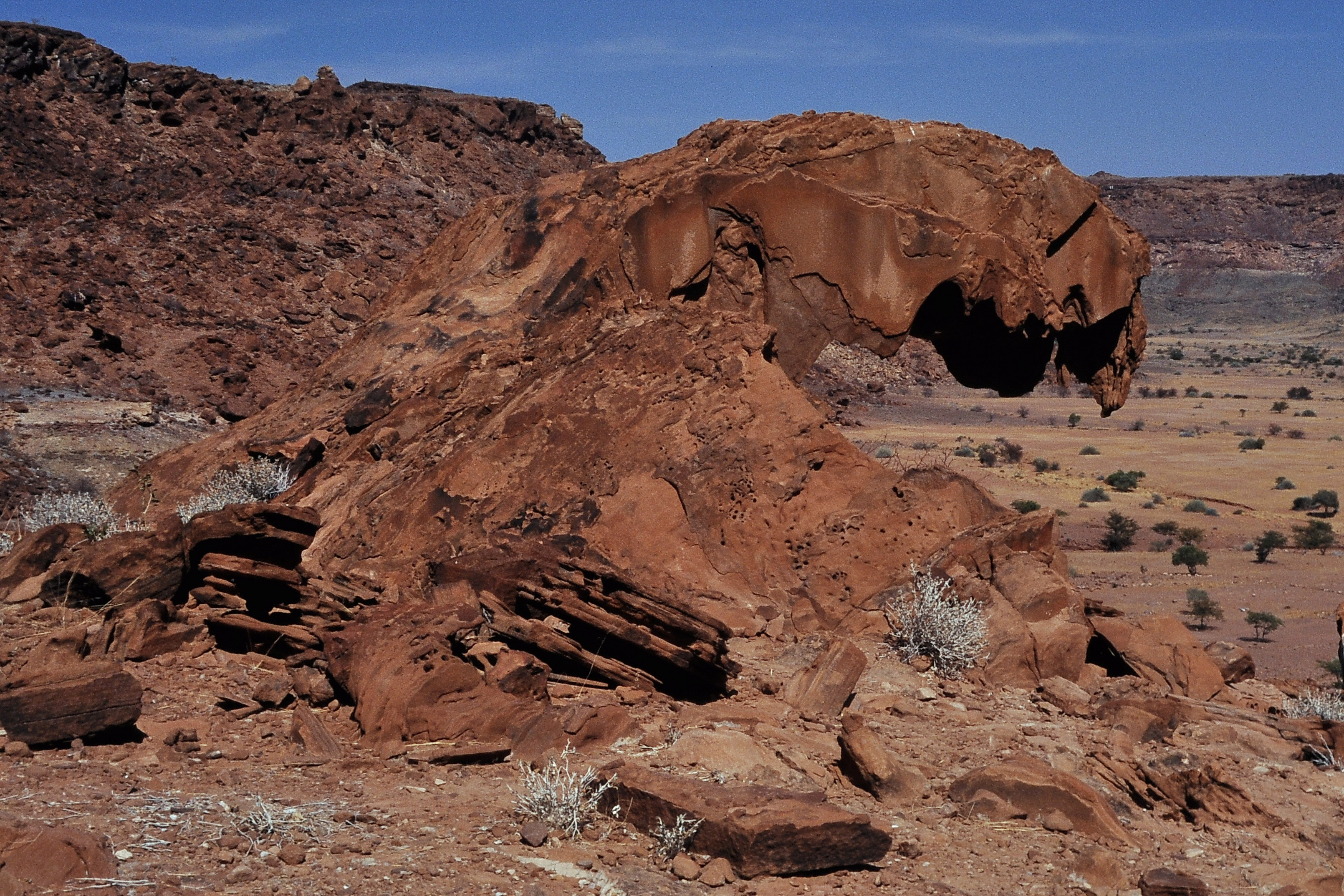
"Boca de léon"